# Canopus (protista)
Canopus, en ocasiones erróneamente denominado Conopus, es un género de foraminífero bentónico de estatus incierto y homónimo posterior de Canopus Fabricius, 1803, aunque considerado un sinónimo posterior de Polymorphina de la subfamilia Polymorphininae, de la familia Polymorphinidae, de la superfamilia Polymorphinoidea, del suborden Lagenina y del orden Lagenida. Su especie-tipo era Canopus fabeolatus. Su rango cronoestratigráfico abarcaba el Holoceno.

## Discusión
Clasificaciones previas incluían Canopus en la superfamilia Nodosarioidea.

## Clasificación
Canopus incluía a la siguiente especie:
- Canopus fabeolatus